# Kanamicina A
La kanamicina A, referida simplemente como kanamicina es un antibiótico del grupo de los aminoglucósidos, de amplio espectro, bactericida, activo sobre bacterias Gram positivas, Gram negativas y Mycobacterium, por lo que se indica en una amplia gama de infecciones. La kanamicina se aísla de la actinobacteria Streptomyces kanamyceticus. Debido a su frecuente toxicidad, el uso de kanamicina se ha limitado últimamente al uso oral y tópico.

## Indicaciones
Indicado en el tratamiento de infecciones provocadas por gérmenes sensibles a la kanamicina: Staphylococcus aureus, Proteus, Escherichia coli, Shigella, Mycobacterium tuberculosis, etc. Eficaz en el tratamiento de mastitis, septicemias, nefritis, neumonías, enteritis, actinobacilosis, tuberculosis (especialmente causado por especies resistentes a la eritromicina), etc. La kanamicina es más efectiva en el tratamiento de las infecciones urinarias cuando el pH de la orina es alcalina.
La kanamicina también se administra, generalmente en combinación con neomicina oral, para la preparación preoperatoria del colon.

## Farmacología
La kanamicina es molecularmente similar a la amikacina, por lo que una resistencia microbiana hacia uno implica resistencia hacia el otro. Por lo general se administra en forma de sulfato de kanamicina, un polvo soluble en agua que se absorbe en aproximadamente 1% a través de la mucosa intestinal indemne, excretándose rápidamente por el riñón. La mayor porción no absorbida se excreta por las heces de forma inalterada. Las bacterias intestinales se eliminan rápidamente después de la administración de kanamicina, persistiendo la supresión bacteriana entre 48 y 72 horas.

## Efectos adversos
Debe evitarse el uso simultáneo de otros productos potencialmente tóxicos para el oído y el riñón, por el alto riesgo de serios efectos secundarios, incluyendo alteraciones en la audición (sordera o tinitus), renales y alérgicas a estos medicamentos. Puede provocar náuseas, vómitos y diarrea. El uso prolongado puede provocar un «síndrome de malabsorción». No se han reportado efectos adversos durante la lactancia materna en niños cuyas madres estén tomando kanamicina.

## Mecanismo de acción
La kanamicina afecta a la subunidad 30S de los ribosomas, provocando gran cantidad de errores de traducción, además de que indirectamente evita el proceso de traslocación cuando se incorpora un nuevo  aminoacil ARNt, esto a la larga provoca la terminación temprana de la síntesis proteica. Al detenerse, en este caso, la traducción, se forma una proteína con una configuración errónea o enteramente diferente. Esto puede producir la destrucción de la bacteria por no poder hacer uso de la proteína en cuestión.